# Ella Päffgen
Ella Päffgen (* 15. November 2005) ist eine deutsche Schauspielerin.

## Leben
Päffgen wurde am 15. November 2005 geboren. Sie gab 2017 in jeweils einer Episode der Fernsehserien Einstein und Der Lehrer ihr Fernsehschauspieldebüt. 2018 spielte sie die Rolle der Chrissie Feuerbach im Tatort Mord ex Machina. 2019 verkörperte sie die Rolle der Emmie im Film Immenhof – Das Abenteuer eines Sommers. Im selben Jahr wirkte sie außerdem in einer Episode der Fernsehserie Schnitzel XXL mit. 2022 spielte sie in der Fortsetzung Immenhof – Das große Versprechen erneut die Rolle der Emmie. Im Folgejahr hatte sie Episodenrollen in den Fernsehserien SOKO Köln und Die drei !!! inne. Im selben Jahr stellte sie die Rolle der Jessica Klemm im Fernsehfilm Briefe aus dem Jenseits dar. 2024 war sie in der wiederkehrenden Rolle der Celine in der Fernsehserie Pumpen zu sehen.

## Filmografie (Auswahl)
- 2017: Einstein (Fernsehserie, Episode 1x01)
- 2017: Der Lehrer (Fernsehserie, Episode 5x02)
- 2018: Tatort: Mord ex Machina (Fernsehfilm)
- 2019: Immenhof – Das Abenteuer eines Sommers
- 2019: Schnitzel XXL (Fernsehserie, Episode 1x03)
- 2022: Immenhof – Das große Versprechen
- 2023: SOKO Köln (Fernsehserie, Episode 19x24)
- 2023: Die drei !!! (Fernsehserie, Episode 1x01)
- 2023: Briefe aus dem Jenseits (Fernsehfilm)
- 2024: Pumpen (Fernsehserie, 2 Episoden)